# Virginie Girod
Pour les articles homonymes, voir Girod.
Virginie Girod, née le 22 septembre 1983 à Rillieux-la-Pape, est une historienne, et chroniqueuse spécialiste de l'histoire des femmes et de la sexualité.
Auteure de plusieurs ouvrages sur la Rome antique et l'histoire des femmes, elle intervient régulièrement à la télévision, notamment dans l'émission Secrets d'Histoire sur France 3. 
Entre septembre 2022 et juillet 2025, elle anime l'émission de radio Au cœur de l'histoire, diffusée sous forme de podcast sur Europe 1. 
Elle est également la créatrice du festival annuel Pages d’Histoire à Saint-Raphaël.

## Biographie
Virginie Girod est née à Rillieux-la-Pape, dans la banlieue de Lyon, le 22 septembre 1983. Elle y suit sa scolarité au lycée Albert Camus entre 1998 et 2000.
Elle s'inscrit ensuite en faculté de droit avant de se réorienter vers l’Histoire à la fin de sa première année : « J’avais pas mal révisé avec un jeu vidéo sur Pompéi. L’Antiquité m’a plu. Je me suis alors inscrite en fac d’histoire, avec dans l’idée d’aller jusqu’au doctorat ». 
Elle commence alors des études d'Histoire à l'université Jean-Moulin-Lyon-III (2000-2005) et les poursuit à l'université Paris IV - La Sorbonne (2005-2011). En 2011, elle soutient une thèse de 3e cycle, (doctorat) sous la direction de Yann Le Bohec et de Gilles Sauron intitulée « L’érotisme féminin à Rome, dans le Latium et en Campanie, sous les Julio-Claudiens et les Flaviens : recherches d’histoire sociale »,. 
Dans celle-ci, elle décrypte les mœurs très réglementées des femmes à Rome, en opposition à l'image laissée par les péplums durant les années 1960-1970.
Elle enseigne ensuite l'histoire romaine à l'université populaire de Caen, fondée par Michel Onfray, de 2014 à 2016. En 2018, elle anime une conférence sur l'Antiquité romaine à l'Université Paris-Diderot, dans le cadre de l'université ouverte. 
Elle collabore également à de nombreux magazines tels que Lire, Le Point, Civilisations et Historia.

## Radio
Entre 2017 et 2019, elle participe à plusieurs émissions sur Storiavoce, une web radio consacrée exclusivement à l'histoire, aux côtés de Christophe Dickès. 
Entre 2019 et 2021, elle anime ensuite une émission nocturne, Histoires Intimes, sur Fréquence Protestante, durant laquelle elle répond aux questions des auditeurs, en étant accompagnée d'invités thérapeutes. 
En septembre 2021, elle intègre l’équipe de l’émission hebdomadaire Entrez dans l’histoire animée par Lorànt Deutsch sur RTL. En parallèle, elle intervient régulièrement sur cette radio en tant que chroniqueuse historique.

Entre septembre 2022 et juillet 2025, elle anime l'émission Au cœur de l'histoire, produite par Europe 1 et disponible sous format podcast. L'émission est constituée d'épisodes consacrés à des portraits (du lundi au vendredi) et d'interviews de chercheurs ou historiens (le mercredi et le samedi),. Interviewée à ce sujet par Le Figaro Magazine, l'historienne assume amener une part de vulgarisation dans ses émissions :  

« Il est possible de tout expliquer sans pédanterie. [..] Au cours de chaque récit, je glisse des analyses sur les grands moments de l'Histoire. On peut raconter la grande histoire par la petite. »

En parallèle, elle anime toutes les deux semaines une chronique intitulée Mes Aïeux quelle époque ! dans l'émission Historiquement vôtre aux côtés de Stéphane Bern.

## Télévision

### ÉmissionSecrets d'Histoire
En tant que spécialiste de l'Antiquité, de l'histoire des femmes et de la sexualité, elle collabore régulièrement comme experte à l'émission Secrets d'Histoire présentée par Stéphane Bern sur France 3. Elle est intervenue en particulier dans des émissions consacrées à l’antiquité gréco-romaine (Jules César, Agrippine, Alexandre le Grand,  Néron) et l’antiquité égyptienne (Cléopâtre, Néfertiti). Au fur et à mesure, ses participations se sont cependant élargies à des émissions consacrées à différentes époques. Elle explique :

« Ma participation à cette série a commencé en 2014. Spécialiste de l’Antiquité, j’avais participé à l’épisode consacré à Jules César. La séquence a plu et par la suite j’ai élargi mon spectre, intervenant sur des thèmes plus divers. »

### Documentaires
En 2018, elle apparaît dans plusieurs documentaires traitant de la Rome antique, comme « La vie au temps des gladiateurs » diffusé le 5 octobre 2018 sur France 4.
En octobre 2019, elle intervient dans l'émission culturelle Stupéfiant ! diffusée sur France 5, lors d'un numéro consacré à l'histoire de la prostitution en France. Toujours en 2019, elle intervient dans le docu-fiction « La vie au temps de Cro-Magnon » (produit par Morgane Production avec la participation de France Télévisions) réalisé par Philippe Vergeot et dans lequel elle évoque le mode de vie de Cro-Magnon (alimentation, chasse, relations sociales...).
En 2020, elle intervient dans le documentaire Rome : l'armée des bâtisseurs, diffusé le 18 décembre 2020 sur RMC Découverte, qui décrypte les secrets de la légion romaine,. La même année, elle intervient sur l'histoire des étudiants de la Sorbonne pendant le Moyen-Âge dans l'émission Laissez-vous guider animée par Stéphane Bern et Lorànt Deutsch et diffusé sur France 2.
En 2025, elle présente la série documentaire Marie-Antoinette confidentielle, diffusée sur Canal +, qui aborde la personnalité et la vie intime de la reine de France de manière thématique,.

### Autres émissions
En 2016, elle participe à la saison 4 de l'émission « Sous les jupons de l'Histoire » présentée par Christine Bravo sur Chérie 25. 
Elle est également chroniqueuse régulière sur Cnews.

## Créatrice du festivalPages d’Histoire
Virginie Girod est la créatrice du festival annuel Pages d’Histoire à Saint-Raphaël. 

L’objectif du festival est, selon Virginie Girod, de créer « un moment d’échange et de culture autour de l’histoire » entre les historiens et le grand public, à travers des conférences et des tables rondes. Elle déclare :

« L’ambition première du festival est de démocratiser l’Histoire. Faire de la vulgarisation ne signifie pas dénaturer l’information mais la formuler de manière abordable. C’est là le vrai travail de l’historien dans une République : rendre le savoir accessible à tous. Cela favorise l’égalité qui est l’un des piliers fondamentaux de toute démocratie. »

C’est la raison pour laquelle le festival fait intervenir des historiens mais également des universitaires et des vidéastes comme Ugo Bimar de la chaîne Confessions d'Histoire. 
Après une première édition 2023 sur la thématique Écrire l’histoire de France, une deuxième édition a eu lieu le 1er juin 2024 sur le thème Gloires et fiertés françaises et une troisième le 31 mai 2025 sur le thème Le patriotisme.

## Convictions
Interrogée par Décideurs Magazine à l’occasion de la publication de son ouvrage Les Ambitieuses, Virginie Girod a partagé quelques-unes de ses convictions sur l’émancipation des femmes dans la société contemporaine.
Selon elle, la principale menace pour l’émancipation féminine est le retour du religieux au sein de la société : « La tendance est inquiétante puisque l’Histoire nous enseigne que plus une religion pénètre l’espace public, plus la place des femmes est remise en cause. Les dogmes monothéistes veulent contrôler la sexualité des femmes, leur corps, leur tenue, leur accès au savoir… ». 
À ce titre, elle se montre critique vis-à-vis de l’écoféminisme incarné en France par Sandrine Rousseau qui « tente de concilier compromissions avec les religions et défense du droit des femmes ou des minorités sexuelles ».
Toutefois elle se montre optimiste quant au recul progressif des inégalités : « Le fait qu’aujourd’hui les femmes soient plus diplômées que les hommes me donne de l’espoir. Je pense que, par la force des choses, l’égalité, notamment sur le plan professionnel, s’imposera d’elle-même ».

## Publications
- Les femmes et le sexe dans la Rome Antique, Paris, Tallandier, 2013, 364 p. (ISBN 979-10-210-0115-2)
- Agrippine, sexe, crimes et pouvoir dans la Rome impériale, Paris, Tallandier, 2015, 299 p. (ISBN 979-10-210-0491-7)[32]
- Théodora, prostituée et impératrice de Byzance, Paris, Tallandier, 2018, 300 p. (ISBN 979-10-210-1822-8)[1],[2].
- Une matrice : la cour romaine du Haut-Empire à l'Antiquité tardive, dans Histoire mondiale des cours de l'Antiquité à nos jours, sous la direction de Victor Battaggion et de Thierry Sarmant, Paris, Perrin, 2019. Prix Michelet 2019
- La véritable histoire des douze Césars, Paris, Perrin, 2019, 412 p. (ISBN 978-2-262-07438-8)
- Liane de Pougy, Mémoires d'une grande horizontale. Mes cahiers bleus, Préface de Virginie Girod, Paris, Nouveau monde, 2021  (ISBN 9782380940565)
- Les ambitieuses: 40 femmes qui ont marqué l'Histoire par leur volonté d'exister, Paris, M6 Editions, 2021, 292 p. (ISBN 978-2359852097)
- Au cœur de l'histoire antique, Paris, Éditions Perrin, 2024, 272 p. (ISBN 978-2262106126)